# Chickasha
Chickasha er en by i Oklahoma. Ved folketællingen i 2000 havde byen en befolkning på 15.850. Chickasha er administrationscentrum for Grady County og huser University of Science and Arts of Oklahoma.
35°2′18″N 97°56′46″V / 35.03833°N 97.94611°V